# Lygus shulli
Lygus shulli är en insektsart som beskrevs av Knight 1941. Lygus shulli ingår i släktet Lygus och familjen ängsskinnbaggar. Inga underarter finns listade i Catalogue of Life.